# Ossewa (scouting)

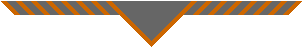
Das zoals deze wordt gedragen bij Scouting Ossewa (dasinsigne ontbreekt)

Scouting Ossewa is een BE-groep voor Scouts met een lichamelijke handicap. De leden komen uit de drie noordelijke provinciën van Nederland; Friesland, Groningen en Drenthe. Hoewel het gebouw in Beetsterzwaag (Friesland) staat, is het bestuur gevestigd in de stad Groningen, hiermee valt de groep binnen de Scouting Regio Groningen.

## Speltakken
De groep kent de volgende vijf speltakken:
- Welpen (7 - 11 jaar)
- Verkenners (12 - 16 jaar)
- Blauwe Vogels (16 - 26 jaar)
- Kapibara's (26+)
- Stam

De leeftijdgrenzen verschuiven echter met de tijd.

## Geschiedenis
Scouting Ossewa is opgericht in 1950 als een Postgroep voor lichamelijk gehandicapte kinderen en jeugd. De officiële naam uit die tijd luidt dan ook: 'Postgroep III: Noord-Nederland'. In 1957 begonnen de maandelijkse weekendopkomsten.
In de loop der tijd zijn deze opkomsten gewoon doorgegaan, weliswaar op verschillende locaties.